# Sudetkrisen

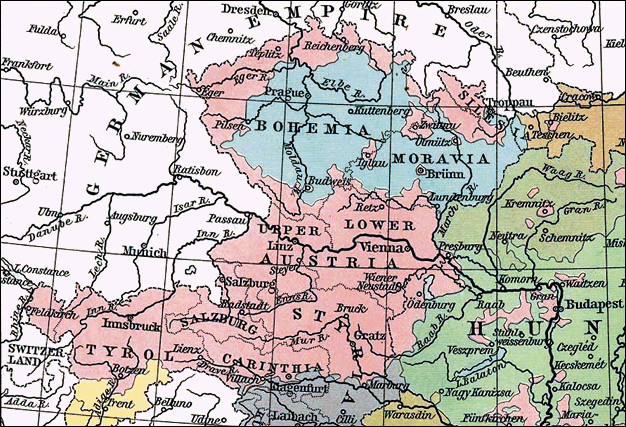
Skära områden visar tysk befolkning i Österrike-Ungern 1911. Sudetenland ligger norr om Böhmen och Mähren (Bohemia-Moravia)

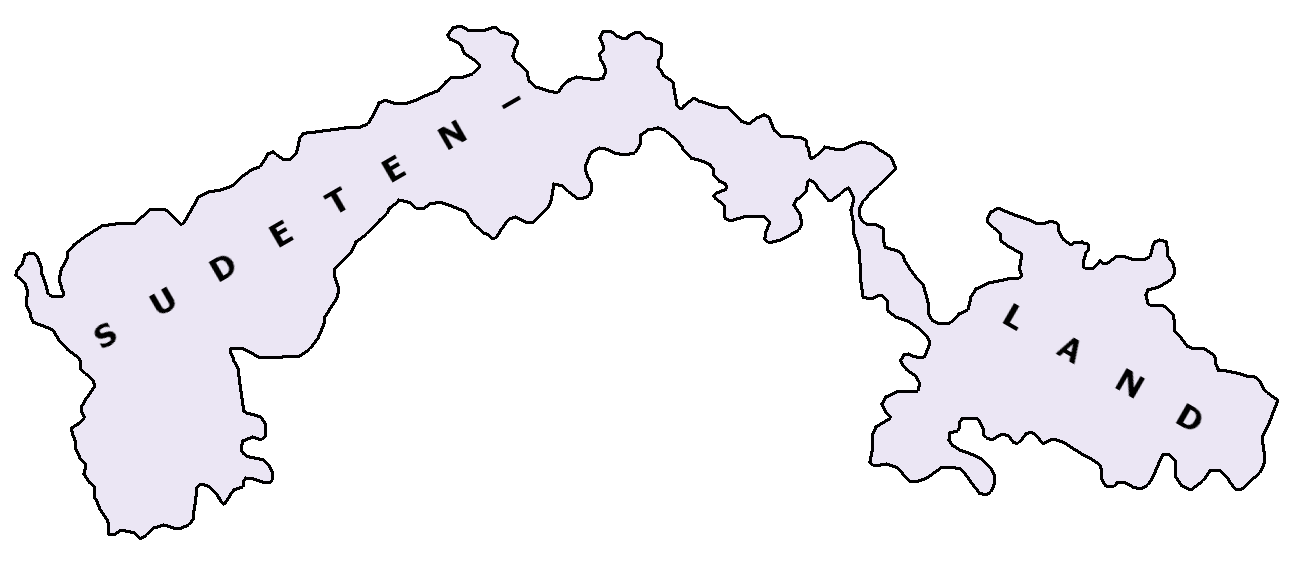
Karta över Sudetenland

Sudetkrisen var debatten mellan Tjeckoslovakien och Nazityskland om Sudetenland i förspelet till andra världskriget. Krisen ledde till sist till att Sudetenland annekterades och anslöts till Tyskland.

## Bakgrund
Sudetenland utgjorde delar av Böhmen, Mähren och Schlesien längs gränsen mot bland annat Sachsen och Bayern. Fram till 1918 tillhörde området den Habsburgska monarkin. Efter krigsslutet 1918 utropades Tjeckoslovakien 28 oktober 1918 som suverän stat och alla boende i landet utlovades lika rättigheter, ett löfte som dock aldrig kom att infrias. I november 1918 besatte tjeckoslovakiska trupper de områden som beboddes av tysktalande. Vid freden i Saint-Germain erkändes Tjeckoslovakien som suverän stat och de områden som tidigare tillhört Österrike fastställdes, mot befolkningens vilja, såsom varande tjeckoslovakiskt territorium.
Strävan mot autonomi leddes från 1933 av Sudetendeutsche Heimatfront (SHF) under Konrad Henlein. Organisationen var inledningsvis inte nationalsocialistisk även om man beundrade Adolf Hitlers arbete i Tyskland, men från 1935 kom man att stå allt närmare den nazistiska ideologin. I valet 1935 ställde SHF upp som parti under namnet Sudetendeutsche Partei (SdP) och blev det största partiet i landet. År 1938 hade man 1,3 miljoner anhängare. De inre spänningarna i landet drev partiet allt närmare Nazityskland och utmanade därmed stormakternas intressen, särskilt Frankrike och Storbritannien. Efter Anschluss 1938 hamnade den sudettyska frågan i brännpunkten då Österrikes anslutning till Tyskland vållade omfattande demonstrationer under parollen Heim ins Reich! 17 september 1938 beordrade så Hitler bildandet av en sudettysk frikår, Sudetendeutschen Freikorps. Dess förste ledare blev Konrad Henlein.

### Översättning
Den här artikeln är helt eller delvis baserad på material från tyskspråkiga Wikipedia.